# Georg Wildführ
Georg Wildführ (* 30. August 1904 in Linden; † 4. August 1984 in Holzhausen bei Leipzig) war ein deutscher medizinischer Mikrobiologe und Hygieniker.

## Werdegang und Werk
Georg Wildführ wurde als Sohn eines Werkmeisters im heute zu Hannover gehörenden Linden geboren. Nach seinem Abitur studierte er zunächst von 1923 bis 1925 an der Universität Hannover Architektur. Von 1925 bis 1931 studierte er an den Universitäten Berlin und Göttingen Medizin. 1931 wurde er in Göttingen promoviert. Der Titel seiner Dissertation lautet Über Chorea minor und Tic. An der Technischen Hochschule Dresden wurde Wildführ 1943 über Studien zur Frage des Toxinbildungsvermögens der Gasoedem-Bazillen in künstlichen Nährböden habilitiert.
Von 1945 bis 1946 war Wildführ in Dresden Professor und von 1946 bis 1947 ordentlicher Professor für Hygiene. Er leitete das Hygieneinstitut in der Jägerstr. 1947 wechselte er an die Universität Leipzig, wo er an der Medizinischen Fakultät bis 1970 ordentlicher Professor für Hygiene und Bakteriologie war. Die Zentralstelle für Hygiene (später Bezirkshygieneinstitut) in Leipzig übernahm er ab November 1947 als Direktor. Den neugegründeten Lehrstuhl für Medizinische Mikrobiologie und Seuchenschutz der Universität Leipzig übernahm Wildführ 1958. Im gleichen Jahr wurde er Direktor des Instituts für Medizinische Mikrobiologie und Epidemiologie. Von 1964 bis 1976 hatte Wildführ den Lehrstuhl für Medizinische Mikrobiologie an der Akademie für Ärztliche Fortbildung der DDR inne. Den Lehrstuhl für Allgemeine und Kommunalhygiene des Hygieneinstituts übernahm er 1970. Von 1961 bis 1965 war Wildführ Dekan der Medizinischen Fakultät der Universität Leipzig. Von 1970 bis 1973 war Wildführ Präsident der Gesellschaft für die gesamte Hygiene der DDR.
Wildführs wissenschaftliche Themenfelder waren die Bakteriologie, Serologie, Epidemiologie und die Hygiene. Ein weiterer Themenschwerpunkt war die Toxoplasmose.
Ab 1945 war Wildführ Mitglied der KPD. Mit der Zwangsvereinigung von SPD und KPD zur SED wurde er zunächst Mitglied der SED, aus der er jedoch 1949 austrat, um zur Ost-CDU zu wechseln.
Bereits 1947 warnte Wildführ vor den Gesundheitsrisiken des Uranabbaus, verursacht durch Staub, radioaktive Strahlung und Blei, durch die SAG Wismut. Seine Bedenken wurden von der politischen Führung jedoch weitgehend ignoriert.

## Ehrungen
Wildführ war Ehrensenator der Universität Leipzig und Obermedizinalrat. Die Ehrendoktorwürde der Universität Leipzig erhielt er 1973. Außerdem erhielt er 1962 den Nationalpreis der DDR, 1961 den Rudolf-Virchow-Preis und 1963 die Ehrennadel der Karl-Marx-Universität. 1964 wurde er Verdienter Arzt des Volkes.

## Veröffentlichungen (Auswahl)
- Georg Wildführ, W. Wildführ (Hrsg.): Medizinische Mikrobiologie, Immunologie und Epidemiologie. Thieme, Leipzig 1976.
- Georg Wildführ, W. Wildführ: Toxoplasmose. Ratgeber für Ärzte und Tierärzte. Gustav Fischer Verlag, 1975.
- Georg Wildführ, J. Schmidt: Aktuelle Probleme der medizinischen Mikrobiologie. Thieme, Leipzig 1969.